# Dušan Kožíšek
Dušan Kožíšekⓘ (* 25. April 1983 in Jilemnice) ist ein ehemaliger tschechischer Skilangläufer. Er startete von 2002 bis 2019 international in den verschiedensten Profi-Serien. Zu seinen größten Erfolgen zählten zwei Bronzemedaillen, die er im Teamsprint bei den Weltmeisterschaften 2005 und den Weltmeisterschaften 2007 gewinnen konnte.

## Werdegang
Kožíšek, der für Dukla Liberec startete, gab sein internationales Debüt im Februar 2002 bei FIS-Rennen in Jablonec nad Nisou. Ein Jahr später erreichte er an gleicher Stelle einen fünften Rang im Sprint und bekam so zwei Wochen später in Oberhof erstmals die Möglichkeit ein Teamsprint-Rennen im Rahmen des Skilanglauf-Weltcups zu bestreiten. Gemeinsam mit Christian Sieler schied er dabei als einziges Team im Halbfinale aus und wurde am Ende 13. und Letzter. Bei den folgenden Junioren-Weltmeisterschaften 2003 in Sollefteå blieb er als 33. über 30 km und 19. im Sprint ohne Medaillenerfolg.
Im Oktober 2003 kam Kožíšek in Düsseldorf erstmals in einem Einzelweltcup zum Einsatz, blieb aber als 63. weit hinter den Punkterängen zurück. Auch im Teamsprint konnte er mit Martin Koukal nicht mit der Weltspitze mithalten und wurde am Ende 16. von 23 Teams. Nachdem er beim Weltcup in Nové Město na Moravě im Januar auch ohne Punkteplatzierung geblieben war, wurde er vorerst in den B-Kader zurückgesetzt und startete bis zum Ende der Saison nicht mehr im Weltcup, sondern lediglich bei FIS-Rennen in Nové Město na Moravě und im Rahmen des Skilanglauf-Continental-Cup in Soldier Hollow.
Zu Beginn der Weltcup-Saison 2004/05 gelang Kožíšek in Kuusamo als 30. erstmals der Gewinn von Weltcup-Punkten. Obwohl er auch beim Sprint von Bern in die Punkteränge lief, blieb er vorerst Mitglied des B-Kaders. Anfang Januar gewann er das FIS-Rennen in Jablonec nad Nisou. Zurück im Weltcup gelang Kožíšek in Nové Město als 14. erstmals der Sprung in die Top 20 bei einem Einzelweltcup. Bei den Nordischen Skiweltmeisterschaften in Oberstdorf gewann er im Februar gemeinsam mit Martin Koukal im Teamsprint überraschend die Bronzemedaille. Zuvor war er im Sprintrennen nur auf Rang 38 gelaufen. Im Dezember 2005 lief Kožíšek in Nové Město als Achter des Sprints erstmals unter die besten zehn. Zuvor hatte er auch mit der Staffel in Beitostølen erstmals die Top 10 geknackt.
Bei den Olympischen Winterspielen 2006 in Turin erreichte Kožíšek mit der Staffel Rang neun und im Teamsprint Rang zehn. Im Sprint lief er auf den 22. Platz. Bei der Militär-Skiweltmeisterschaft 2006 in Andermatt wurde er Achter über die 15-km-Einzeldistanz. Im folgenden Winter nahm er erstmals an der Tour de Ski teil und beendete diese nach eher durchwachsenen Ergebnissen auf Platz 48 der Gesamtwertung. Wenige Wochen reiste er mit der Mannschaft zu den Nordischen Skiweltmeisterschaften 2007 im japanischen Sapporo und gewann dort im Teamsprint Milan Šperl erneut die Bronzemedaille im Teamsprint.

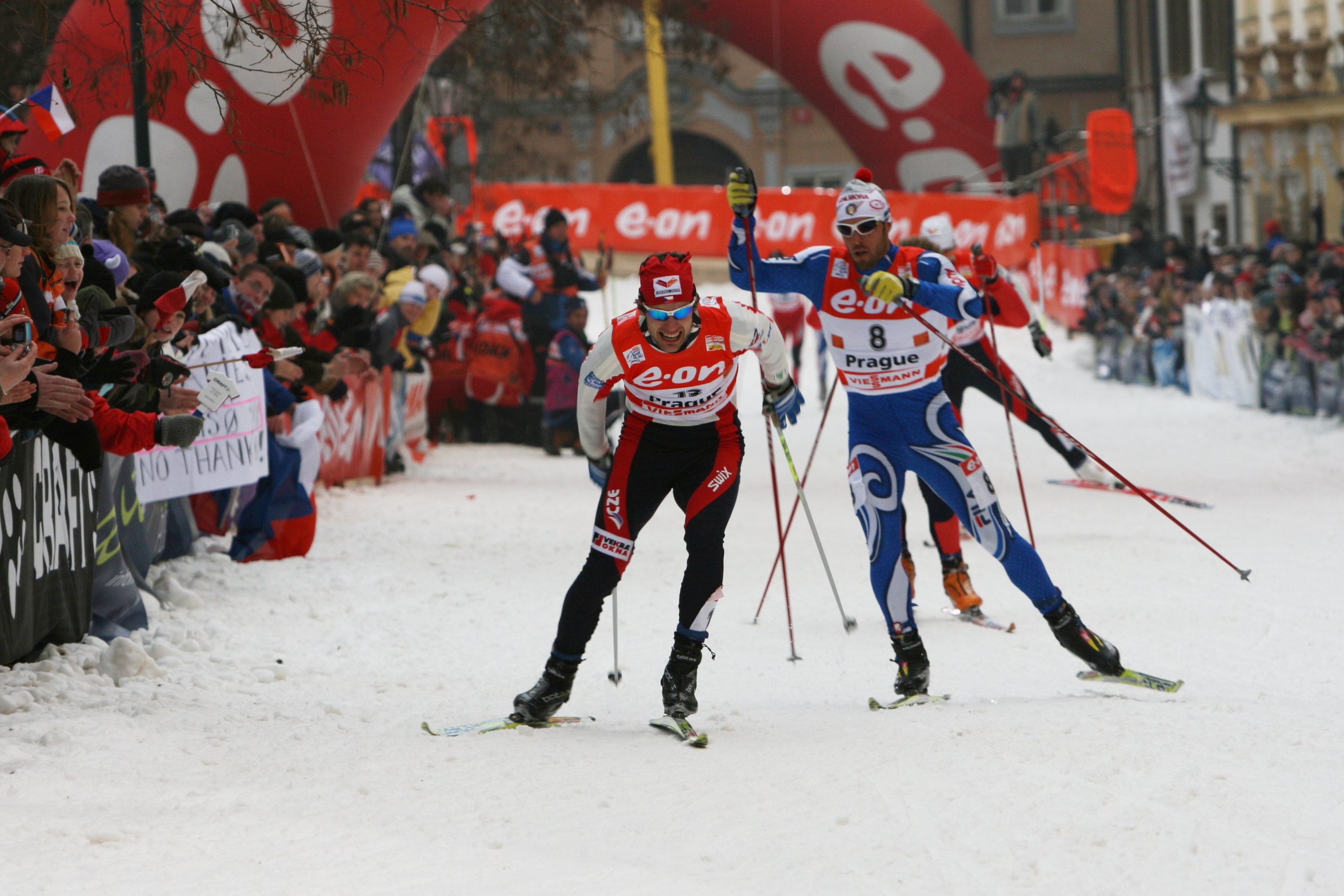
Dušan Kožíšek (13) und Renato Pasini (8) bei der Tour de Ski 2007/08

Am 25. März 2007 gewann Kožíšek das Slavic-Cup-Rennen von Kremnica, nachdem er einen Tag zuvor bereits Zweiter in der Verfolgung war. Im Weltcup konnte Kožíšek weiterhin keine konstanten Leistungen abrufen. Die Tour de Ski 2007/08 brach er vorzeitig in Nové Město ab. Beim folgenden Sprint-Weltcup in Canmore gewann er im zweiten Rannen nach langem wieder Weltcup-Punkte. Zum Saisonende überraschte er in Lahti mit einem guten sechsten Platz, der ihm am Ende Rang 25 im Sprintweltcup und Rang 58 im Gesamtweltcup einbrachte. Bei der Militär-Skiweltmeisterschaft 2008 in Hochfilzen wurde er 27. über 15 km Freistil.
Im August 2008 startete Kožíšek in Oroslavje erstmals bei einem Wettbewerb im Rollerski-Weltcup. Bereits in seinem ersten Rennen lief er als Zweiter nach 23 km aufs Podium. Zu Beginn der Weltcup-Saison 2008/09 verpasste er mit der Staffel in Gällivare nur knapp das Podium und wurde am Ende Vierter. Bei den Nordischen Skiweltmeisterschaften 2009 in Liberec blieb er nach 2005 und 2007 erstmals ohne Medaille. Das folgende Skilanglauf-Weltcup-Finale 2009 beendete er auf Platz 58. Bei den Tschechischen Meisterschaften in Horní Mísečky lief er auf Rang sieben über die 10-km-Distanz im klassischen Stil.

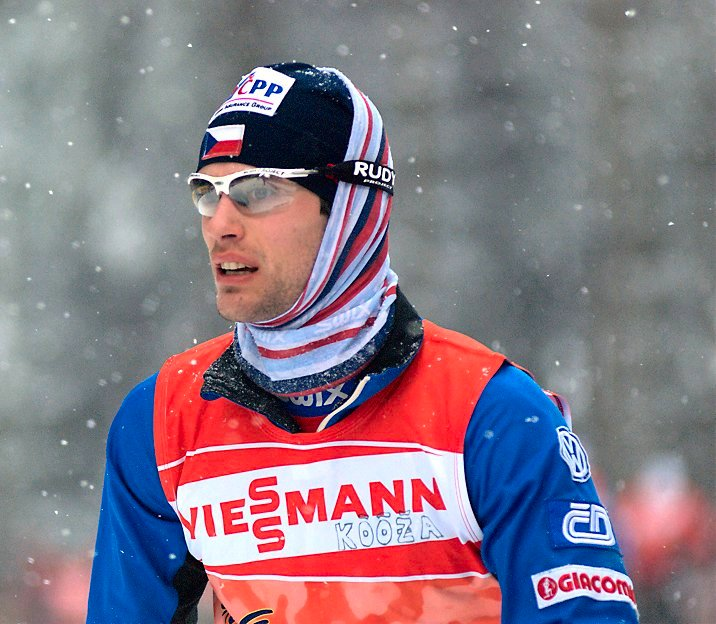
Dušan Kožíšek bei der Tour de Ski 2009/10

Obwohl er in der folgenden Saison 2009/10 hur selten auf sich aufmerksam machen konnte und Kožíšek auch die Tour de Ski 2009/10 erneut vorzeitig abbrach, gehörte er mangels guter Alternativen bei den Olympischen Winterspielen 2010 erneut zum tschechischen Aufgebot. Nach Platz 35 im Sprint lief er im Teamsprint mit seinem Partner Martin Koukal auf Rang sechs. Zur Staffel, die sich Bronze sicherte, gehörte er im Gegensatz zu Koukal nicht. Bei der Militär-Skiweltmeisterschaft 2010 in Cogne wurde er 17. über 15 km Freistil. Bei den wenig später stattfindenden Tschechischen Meisterschaften in Harrachov verpasste er als Vierter nur knapp eine erste nationale Medaille.
Im folgenden Winter brach Kožíšek erneut die Tour de Ski ab und ging in der Verfolgung von Toblach nicht mehr an den Start. Am 15. Januar 2011 feierte er mit dem dritten Platz im Sprint von Liberec sein erstes Weltcup-Podium. Bereits in der Qualifikation hatte er als Siebenter auf sich aufmerksam gemacht. Nachdem er bei den Nordischen Skiweltmeisterschaften 2011 im norwegischen Oslo erneut ohne Medaille geblieben war, startete er im März im Skilanglauf-Alpencup. Dabei gewann er in Ramsau am Dachstein das Sprint- sowie das 10-km-Rennen. Bei den FIS-Rennen in Harrachov feierte er einen weiteren Sieg zum Abschluss der Saison. Nachdem er in den folgenden Winter nur schwach im Weltcup gestartet war, kam Kožíšek wieder in den verschiedenen Continental Cups zum Einsatz. In Štrbské Pleso feierte er im Slavic Cup zwei zweite Plätze. In Nové Město lief er der Konkurrenz davon und gewann den Sprint. Zwei weitere Podestplätze erreichte er im März über 10 und 15 km in Kremnica. Im August ging er erstmals im Skilanglauf-Australia/New-Zealand-Cup an den Start. Zwar blieben Podestplatzierungen aus, jedoch reichte es in Snow Farm und Falls Creek zu zwei vierten Plätzen.
Nach schwachen Ergebnissen in den unterschiedlichen Serien gehörte Kožíšekbei den Nordischen Skiweltmeisterschaften 2013 im Val di Fiemme erneut zum tschechischen Team. Nach einem enttäuschenden 64. Platz im Sprint wurde er gemeinsam mit Aleš Razým im Teamsprint Achter. ein Jahr später gewann er in Nové Město ein weiteres Sprint-Rennen im Slavic Cup. Kurze Zeit später startete Kožíšek in Sotschi bei den Olympischen Winterspielen 2014. Nach einem 41. Platz im Sprint wurde er mit Aleš Razým Neunter im Teamsprint. Vier Wochen nach den Spielen nahm Kožíšek erneut an der Militär-Skiweltmeisterschaft teil und erreichte Rang 30 über 15 km Freistil in Sodankylä.
Am 18. Januar 2015 gab er beim Dolomitenlauf in Lienz sein Debüt im Skilanglauf-Marathon-Cup und erreichte mit Rang acht auf Anhieb eine Top-10-Platzierung. Mit den erreichten 32 Punkten lag er am Ende der Saison 2014/15 auf Rang 50 der Marathon-Cup-Gesamtwertung. Bei den Nordischen Skiweltmeisterschaften 2015 in Falun schied er in der Qualifikation zum Sprintwettbewerb als 51. aus. Im Teamsprint wurde er mit seinem Partner Sechster. Nach einem weiteren 41. Platz über 15 km wurde er mit der Staffel Neunter.
Zum Ende der Saison 2014/15 wurde Kožíšek aus der Mannschaft ausgeschlossen und erhielt als ziviler Sportler beim Armeeklub Dukla Liberec keine Trainingsmöglichkeiten mehr. Daraufhin reiste er auf eigene Faust nach Oslo an den Holmenkollen und begann dort sein individuelles Training. Auch das Kraft- und Konditionstraining organisierte er selbst.
Zu Beginn der Saison 2015/16 wurde er wieder in die Nationalmannschaft aufgenommen und startete bis 2018 im Weltcup und Slavic Cup. Dabei holte er zwei Siege im Slavic Cup. Zudem siegte er im Jahr 2018 beim Biela Stopa.

## Erfolge

### Siege bei Continental-Cup-Rennen
| Nr. | Datum            | Ort                  | Disziplin       | Serie      |
| --- | ---------------- | -------------------- | --------------- | ---------- |
| 1.  | 25. März 2007    | Kremnica             | Sprint Freistil | Slavic Cup |
| 2.  | 11. März 2011    | Ramsau am Dachstein  | Sprint Freistil | Alpencup   |
| 3.  | 12. März 2011    | Ramsau am Dachstein  | 10 km Freistil  | Alpencup   |
| 4.  | 4. Februar 2012  | Nové Město na Moravě | Sprint Freistil | Slavic Cup |
| 5.  | 4. Januar 2014   | Nové Město na Moravě | Sprint Freistil | Slavic Cup |
| 6.  | 27. Februar 2016 | Kremnica             | Sprint Freistil | Slavic Cup |
| 7.  | 24. Februar 2017 | Jablonec nad Nisou   | 3 km Freistil   | Slavic Cup |

## Platzierungen im Weltcup

### Weltcup-Statistik
Die Tabelle zeigt die erreichten Platzierungen im Einzelnen.
- 1.–3. Platz: Anzahl der Podiumsplatzierungen
- Top 10: Anzahl der Platzierungen unter den ersten zehn
- Punkteränge: Anzahl der Platzierungen innerhalb der Punkteränge
- Starts: Anzahl gelaufener Rennen in der jeweiligen Disziplin
- Hinweis: Bei den Distanzrennen erfolgt die Einordnung gemäß FIS.

| Platzierung         | Distanzrennen a | Distanzrennen a | Distanzrennen a | Distanzrennen a | Distanzrennen a | Skiathlon Verfolgung | Sprint | Etappen- rennen b | Gesamt | Team c | Team c  |
| Platzierung         | ≤ 5 km          | ≤ 10 km         | ≤ 15 km         | ≤ 30 km         | > 30 km         | Skiathlon Verfolgung | Sprint | Etappen- rennen b | Gesamt | Sprint | Staffel |
| ------------------- | --------------- | --------------- | --------------- | --------------- | --------------- | -------------------- | ------ | ----------------- | ------ | ------ | ------- |
| 1. Platz            |                 |                 |                 |                 |                 |                      |        |                   |        |        |         |
| 2. Platz            |                 |                 |                 |                 |                 |                      |        |                   |        |        |         |
| 3. Platz            |                 |                 |                 |                 |                 |                      | 1      |                   | 1      |        |         |
| Top 10              |                 |                 |                 |                 |                 |                      | 10     |                   | 10     | 5      | 2       |
| Punkteränge         | 3               |                 | 2               |                 |                 | 1                    | 25     |                   | 31     | 17     | 6       |
| Starts              | 7               | 5               | 22              | 3               | 1               | 13                   | 77     | 4                 | 132    | 17     | 6       |
| Stand: Karriereende |                 |                 |                 |                 |                 |                      |        |                   |        |        |         |

### Weltcup-Gesamtplatzierungen
| Saison  | Gesamt | Gesamt | Distanz | Distanz | Sprint | Sprint |
| Saison  | Punkte | Platz  | Punkte  | Platz   | Punkte | Platz  |
| ------- | ------ | ------ | ------- | ------- | ------ | ------ |
| 2004/05 | 022    | 094.   | 01      | 099.    | 021    | 047.   |
| 2005/06 | 038    | 099.   |         |         | 038    | 040.   |
| 2006/07 | 047    | 075.   |         |         | 047    | 035.   |
| 2007/08 | 108    | 058.   | 08      | 081.    | 100    | 025.   |
| 2008/09 | 061    | 081.   | 16      | 080.    | 045    | 045.   |
| 2009/10 | 052    | 093.   | 07      | 109.    | 045    | 049.   |
| 2010/11 | 091    | 065.   |         |         | 091    | 026.   |
| 2012/13 | 011    | 141.   |         |         | 011    | 085.   |
| 2013/14 | 001    | 164.   |         |         | 001    | 104.   |
| 2014/15 | 055    | 083.   |         |         | 055    | 038.   |